# Dasytes caeruleus
Dasytes caeruleus is een kever in de familie Melyridae. Hij heeft een lengte 5 tot 7 mm. Poten en voelsprieten zijn zwart. De rest van het lichaam is metallic blauw tot groen, in zeldzame gevallen donker.

## Kenmerken
Het hoofdschild wordt gescheiden door een fijne lijn en is meestal van bovenaf zichtbaar. De elfledige voelsprieten zijn voor de ogen gedraaid en hebben zwarte haren. De tentakels zijn allemaal ongeveer even groot. Met uitzondering van de eerste twee leden, zijn deze naar binnen uitgezet (driehoekig, gezaagd). Vrouwtjes hebben kortere en stevigere antennes dan mannetjes. Bij de laatste steken de antennes voorbij het midden van het lichaam uit.
De ogen zijn iets schuin naar de voelsprieten gericht . Ze hebben heel fijn en kort haar.
De lippalpen zijn kort, het eindsegment lang, eivormig met een afgeknotte punt. De vierledige kaakpalpen zijn draadachtig met een heel klein basislid. De tweede link is langer dan de derde. Het eindsegment is het langst, in het midden verdikt en aan het uiteinde eveneens schuin afgeknot.
Het pronotum is scherp gerand en matig dicht gevlekt. Het is hooguit licht gerimpeld, de afstanden tussen de puntjes zijn vrij vlak.
Bij mannetjes zijn de dekschilden bijna evenwijdig, bij vrouwtjes lopen ze naar achteren iets wijder uit. Ze zijn meer dan twee keer zo lang als breed en afgerond aan het uiteinde. Het ruige dubbele haar bestaat uit rechtopstaande, kortere borstelharen en langer, vooruitstekend basishaar. Het is slechts matig dicht.
De voorste heupholten zijn achter open. De voorste heupen hangen in een kegelvorm en raken de binnenkant. De achterheupen daarentegen zijn horizontaal. Ze raken elkaar bijna. Alle tarsi hebben vijf segmenten. De eerste drie tarsisegmenten zijn distaal hartvormig en omsluiten de basis van het volgende tarsisegment. Het vierde segment van de tarsi is aanzienlijk smaller en korter dan het derde. In tegenstelling tot het geslacht Aplocnemus hebben de klauwen geen gelobd vliezig aanhangsel.

## Verspreiding en voorkomen
De kevers verschijnen vroeg in het jaar. Ze zijn dan te vinden op bloesems en grassen in de buurt van het bos of op broedende bomen. De soort komt in heel Europa voor, maar is afwezig in het noorden. Het komt veel voor in Midden-Europa, alleen zeldzamer in het Oosten.